# Pernambucanas
Pernambucanas (também conhecida como Casas Pernambucanas) é uma tradicional rede varejista brasileira, fundada em 25 de setembro de 1908 no Recife, em Pernambuco, pelo sueco Herman Theodor Lundgren.

## História
A rede varejista Pernambucanas foi fundada no dia 25 de setembro de 1908 na cidade do Recife, em Pernambuco, pelo sueco Herman Theodor Lundgren, que tinha adquirido pouco tempo antes de falecer uma unidade de produção têxtil, a Companhia de Tecidos Paulista, no município de Paulista, Região Metropolitana do Recife.

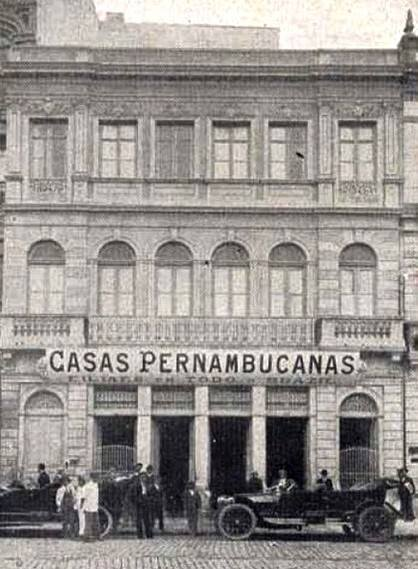
Casas Pernambucanas no Largo da Sé em São Paulo, 1915.

Em 1910 foi inaugurada a loja na Praça da Sé, São Paulo. Em 1962 ficou famoso o filme de propaganda: "Quem bate? É o frio! Não adianta bater, eu não deixo você entrar". Em 1970 era a maior rede de lojas do Brasil. No Século XXI diversificou seus produtos, que além de tecidos e roupas oferece eletrodomésticos, informática e similares.
A empresa em seu auge na década de 1970 chegou a ter mais de 700 lojas, incluindo as Lojas Muricy, fundada em 1976, porém após uma disputa entre os herdeiros nas décadas de 1970 a 1990, as operações do Nordeste desapareceram e os negócios no Rio de Janeiro foram à falência (Lundgren Irmãos Tecidos Indústria e Comércio S/A). Apenas a Arthur Lundgren Tecidos, com operações em São Paulo, prosperou e hoje compete com os grandes concorrentes do segmento de varejo no país.
Com um faturamento de R$ 6 bilhões em 2013, é a maior varejista de vestuário do Brasil.
Hoje, após mais de cem anos de sua fundação, está presente em quinze estados, com mais de 500 lojas e cerca de 14 mil funcionários.

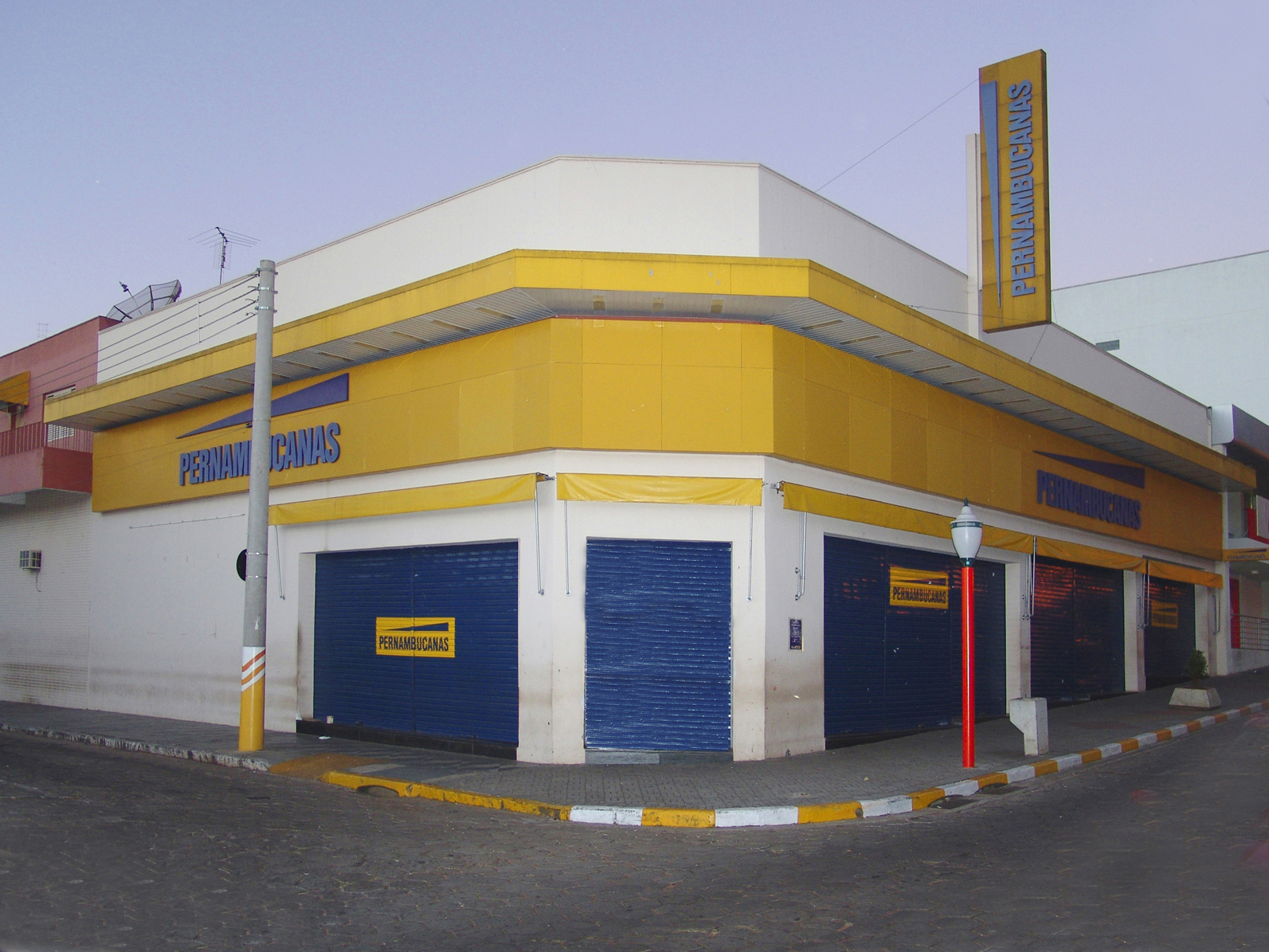
Filial das Lojas Pernambucanas na cidade de Avaré.

Com um modelo de negócio diferenciado no Brasil, ancorado em quatro categorias diferentes: lar-têxtil (cama, mesa, banho, tapetes e cortinas); vestuário (feminino, masculino, infanto-juvenil, lingerie, calçados e acessórios); eletro (eletroeletrônicos, eletroportátil, eletrodoméstico, telefonia e informática); produtos e serviços financeiros (empréstimos, seguros e garantias estendidas).
A Pernambucanas também possui marcas próprias: Anik, Flobelle, Baila e Greta, para Lar-Têxtil; e Vanguard, Argonaut, Norton, Anne Claude e Giardino para Vestuário. Além disso, um time de 15 estilistas identifica tendências de moda, adequando tecidos e desenhos dos segmentos Lar-Têxtil e Vestuário ao perfil dos consumidores para as coleções outono/inverno e primavera/verão. 
Tal envolvimento com o universo da moda também pode ser comprovado pelo concurso Faces, que a empresa promove em parceria com a agência Ford Models. Realizado em diversas etapas ao longo do ano, o concurso seleciona jovens de 14 a 25 anos para ingressarem na carreira de modelo e manequim. 
A rede é controlada atualmente por 5 holdings: Alphalund Companhia de Participações e Investimentos S.A; Nosapa – Nova Pirajuí Administração S.A; Zodiac Empreendimentos e Participações Ltda.; Rumisa S.A; e Bucanas – Participações e Investimentos S.A. 